# Пенаполис
Пенаполис (порт. Penápolis) — муниципалитет в Бразилии, входит в штат Сан-Паулу. Составная часть мезорегиона Арасатуба. Входит в экономико-статистический микрорегион Биригуи. Население составляет 63 047 человек на 2018 год. Занимает площадь 708,500 км². Плотность населения — 88,63 чел./км².

## История
Город основан 25 октября 1908 года.

## Статистика
- Валовой внутренний продукт на 2005 составляет 723.009.000,00 реалов (данные: Бразильский институт географии и статистики).
- Валовой внутренний продукт на душу населения на 2005 составляет 12.336,63 реалов (данные: Бразильский институт географии и статистики).
- Индекс развития человеческого потенциала на 2000 составляет 0,810 (данные: Программа развития ООН).

## География
Климат местности: субтропический. В соответствии с классификацией Кёппена, климат относится к категории Cwa.